# Jimmy Eat World
Jimmy Eat World – amerykański zespół grający rocka alternatywnego z Mesy w stanie Arizona, utworzony w 1993 roku.

## Historia

### Utworzenie i geneza nazwy zespołu
Jimmy Eat World powstało w 1993 roku w Mesie. Wokalista i gitarzysta Jim Adkins oraz perkusista Zach Lind, którzy byli przyjaciółmi od przedszkola, dołączyli do działającego już gitarzysty Toma Lintona i basisty Mitcha Portera, aby sprobować swoich sił w zespole. W początkowych latach działania zespół naśladował styl ich punk-rockowych wpływów, w końcu nagrywając i wydając 3 single oraz album w lokalnej wytwórni Wooden Blue Records.
Nazwa Jimmy Eat World nie odnosi się do wokalisty prowadzącego – Jima Adkinsa. Młodsze rodzeństwo Toma Lintona – Ed i Jimmy – nieustannie walczyli, gdy byli młodsi. Jimmy (który był cięższy i mocniejszy) zwykle wygrywał. W jednym przypadku, jako zemstę, Ed namalował kredkami obrazek ukazujący Jimmy'ego pchającego cały świat do swoich otwartych ust z podpisem "Jimmy Eat World". Obrazek, i pochodzenie nazwy zespołu mogło być zainspirowane odcinkiem kreskówki Przygody Animków pt. Animaniacy, gdzie główny bohater znajduje się na studenckim festiwalu filmów. Film Diabła Karuzela, "Karuzel Jeść Świat!", był 5 sekundowym kawałkiem narysowanym kredkami, gdzie Karuzel otwiera usta połykając Ziemię.

### Static Prevails
W końcu zachęcani przez zespoły jak Fugazi i Sunny Day Real Estate, zespół zaczął eksperymentować z podgatunkiem hardcore punk – emocore. Kiedy zespół zaczął pisać piosenki i jeździć w trasę jako zespół indie zdziwili się, że znaleźli tyle zespołów myślących podobnie jak oni, jak Christie Front Drive, Sense Field i Seven Storey Mountain, pracujących nad podobnymi albumami. Zazwyczaj podobne brzmienia pochodziły z lokalnych scen jak eksplozja grunge w Seattle, ale z emocorem ta muzyka rozszerzyła się na cały kraj.
W czasie gdy zespoły kontynuowały trasy koncertowe, zaczęli przywiązaywać niewielką uwagę do sceny indie underground. W 1995 roku prezes wytwórni (i twórca Nirvany A&R) Gary Gersh podpisał z zespołem umowę jako Capitol Records. W tym samym czasie drogi Mitcha Portera i zespołu się rozeszły i został zastąpiony przez przyjaciela Lintona Ricka Burcha. Po krótkim rozpoznaniu z producentem, zespół połączył siły z perkusistą Drive Like Jehu, Markiem Trombino, aby nagrać swój debiutancki album Static Prevails. Static Prevails blisko oddaje to, co istniało w tym czasie w kręgach emo-core, balansuje pomiędzy krzykami inspirowanymi punkiem i cichymi, introspektywnymi momentami.
Zamiast pchnąć zespół w machinę promocyjną przez znaną wytwórnię, Gersh wolał bardziej subtelne zbliżanie się zespołu do rozwinięcia się w indie underground. W następnych latach zespół miał pozwolenie na wydanie singli w niezależnych wytwórniach, łącznie ze spitem 7" z Christie Front Drive, Jejune, Sense Field i Mineral. Podczas gdy wiele zespołów pod znanymi wytwórniami było bojkotowane ze sceny underground jako "wyprzedani", Jimmy Eat World znaleźli się w unikalnej pozycji, w której mieli wsparcie od wytwórni podczas bycia przyjętymi w społeczność indie.

### Clarity
W 1998 zespół wszedł do studia (ponownie z Markiem Trombino) aby nagrać kolejny album, zatytułowany Clarity. Jednakże w tym samym czasie Gersh został wyrzucony z Capitol Records. Zespół dostarczył pełny album wytwórni w połowie roku, ale nie zostali tam popularni, ponieważ wytwórnia odkładała wydanie albumu na później, aby skoncentrować pracę nad pardziej popularnymi artystami. Jako drogę do promocji tego, co nagrali, zespół negocjował z Capitol aby wydać EP pod plakietką indie Fueled by Ramen, (prowadzonej przez kumpla z wytwórni Less Than Jake), zawierające dwie piosenki z Clarity i trzy b-side'y. Zespół wysłał wydanie do kilku alternatywnych stacji radiowych (włączając KRQQ) w Los Angeles, mając nadzieję, że umieszczą kiedyś piosenki w radio. Ku ich zdziwieniu, kilka stacji dodało prowadzący singel "Lucky Denver Mint" do regularnej rotacji.
Capitol zareagował na to, dodając pełny album do wydania na luty 1999.

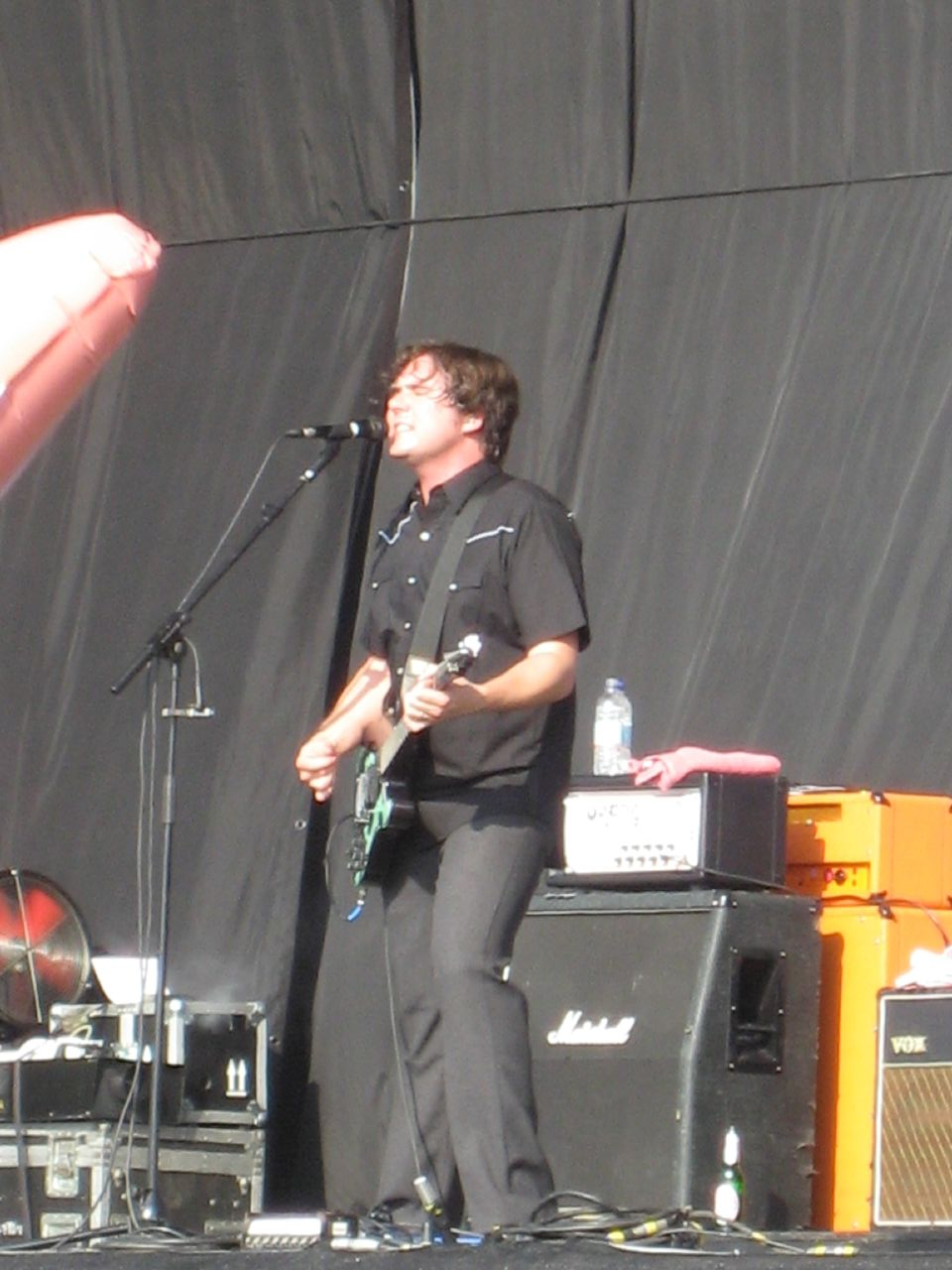
wokalista zespołu Jim Adkins

W kolejnej trasie dla Clarity zespół grał na coraz większych i większych placach. Podczas gdy kilka tygodni wcześniej grali dla pięćdziesięciu do stu osób, teraz grali na miejscach 500- i 1000- osobowych, włączając w to zapchane domy w Bostonie (gdzie byli nadawani na lokalnej stacji radiowej WBCN) i na festiwalu South by Southwest w Austin, w stanie Teksas. W rezultacie zespół zaczął otrzymywać dużo większą uwagę w wytwórni, która wydała teledysk do "Lucky Denver Mint". Piosenka znalazła się również na soundtracku do filmu "Ten pierwszy raz", ale w końcowym wydaniu filmu została zastąpiona wersją demo piosenki "Seventeen" z albumu Static Prevails. Jednakże entuzjazm wytwórni był krótki. Plany wydania singla "Blister" zostały zaniechane, a zespół został wyrzucony z wytwórni pod koniec roku.

### Bleed American
Będąc dobrze obeznanym w zespołach indie i mając szerokie wsparcie tego środowiska, Jimmy Eat World potraktowali wyrzucenie z wytwórni jako nowe horyzonty. Zespół skompilował większość ze swoich niezależnie wydanych singli na CD, nazwane po prostu Singles, które zostało wydane w Big Wheel Recreation, zajmującej się kręgami indie. Rozrastający się krąg fanów zespołu rzucił się na wydanie, dając zarobić zespołowi tyle, aby zafundowali wydanie ich następnego albumu. Odtąd zespół miał pełną wolność aby wydawać albumy jakie chcieli, bez wpływów z zewnątrz.
Pracując trzeci raz z Trombino zespół nagrał album Bleed American. Przyjmując wpływy nowego kierownictwa Gersha, GAS Entertainment, zespół zaczął szukać nowej wytwórni, w końcu podpisując kontrakt z DreamWorks. Pełny album został wydany w lipcu 2001 z tytułowym utworem jako singlem prowadzącym. (Po wydarzeniach z 11 września 2001 roku zespół zdecydował się na ponowne wydanie albumu jako Jimmy Eat World w obawie, że tytuł Bleed American (Krwawiący Amerykanin) może zostać źle zinterpretowany).
Z wydaniem Bleed American i kolejnym sukcesem drugiego singla "The Middle", zespół znalazł się w centrum niedawno powstałej muzyki emo. Przez większość lat 90. "emo" było ruchem undergroundowym, który prawie zupełnie wykluczał duże wytwórnie i kontrolę głównych nurtów. Prawie każdy zespół emo późnych lat 90. na umowie z dużą wytwórnią rozpadł się przed wydaniem albumu. Ale podczas gdy Clarity było fundamentalnym albumem emo, Bleed American było krokiem wstecz od tego brzmienia, stąpającym bliżej ku głównemu nurtowi rocka. Podczas gdy piosenki jak utwór tytułowy były bez żadnych wątpliwości stworzone pod wpływem emo, inne jak "A Praise Chorus", "The Middle", i "The Authority Song" absolutnie nie były. Jednakże, odkąd media doczepiają do wszystkiego etykietkę emo, Jimmy Eat World są w dalszym ciągu opisywani jako zespół "emo", w znaczeniu "emo", które zaczęło opisywać coś kompletnie innego i bardziej przypominającego rock, niż to, co istniało w latach 90. Znane wytwórnie zaczynają podpisywać kontakty i wydawać muzykę opisywaną jako ta "nowa" wersja emo.

### Futures
Po długiej trasie koncertowej promującej Bleed American. zespół przegrupował się, aby pracować nad kolejnym albumem na początku roku 2004. Ponownie zespół połączył się z Trombino, ale współpraca była krótkotrwała. Zespół postanowił rozejść się z Trombino, a w zamian za niego wziąć producenta Gila Nortona, dobrze znanego ze swojej pracy z Pixies i Foo Fighters. Futures zostało wydane w październiku 2004, z czołowym singlem "Pain", który natychmiast zdobył sukces w alternatywnych stacjach radiowych. (W tym czasie Dreamwork zostało nabyte przez o wiele większe Interscope Records.)
Kolejne miesiące ukazały wydanie "Work" jako singla. Podróżując w US samemu i z Taking Back Sunday zespół podpisał umowę na trasę koncertową z Green Day w lecie i jesieni 2005. We wrześniu 2005 zespół wydał EP Stay on My Side Tonight, zawierające przerobione wersje demów nagranych z Markiem Trombino, które nie zostały użyte na albumie.

### Chase This Light
Po swojej trasie z Green Day, Jimmy Eat World wrócili do domu i zaczęli pracę nad materiałem na szósty album. Był on produkowany przez Butcha Viga (pracował z Nirvaną, The Smashing Pumpkins i Sonic Youth). Niektóre piosenki na albumie zatytułowanym Chase This Light to "Carry You", "Big Casino" oraz utwór tytułowy. "Carry You" został stworzony jako utwór Jima Adkinsa do projektu Go Big Casino. (Kilka piosenek z Go Big Casino ostatecznie pojawiło się na albumach Jimmy Eat World, m.in. "Hear You Me", "My Sundown", i "12.23.95".)
Na stronie internetowej Jimmy Eat World, Jom napisał, że "Chase This Light" zostanie wydane 16 października 2007.

## Dyskografia

### Albumy studyjne
| Jimmy Eat World             | - Data: 23 stycznia 1994 - Wydawca: Wooden Blue Records    | 31 | —  | —  | —  |                                                                 |
| Static Prevails             | - Data: 23 lipca 1996 - Wydawca: Capitol Records           | —  | —  | —  | —  |                                                                 |
| Clarity                     | - Data: 23 lutego 1999 - Wydawca: Capitol Records          | —  | —  | —  | —  |                                                                 |
| Bleed American              | - Data: 17 lipca 2001 - Wydawca: DreamWorks Records        | 54 | —  | 62 | —  | - USA: platynowa płyta - CAN: platynowa płyta - UK: złota płyta |
| Futures                     | - Data: 19 października 2004 - Wydawca: Interscope Records | 6  | 7  | 22 | 27 | - USA: złota płyta - CAN: złota płyta - UK: srebrna płyta       |
| Chase This Light            | - Data: 16 października 2007 - Wydawca: Interscope Records | 5  | —  | 27 | 30 |                                                                 |
| Invented                    | - Data: 28 września 2010 - Wydawca: Interscope Records     | 11 | 21 | 29 | 20 |                                                                 |
| Damage                      | - Data: 11 czerwca 2013 - Wydawca: RCA Records             | 14 | —  | 38 | 26 |                                                                 |
| "—" album nie był notowany. |                                                            |    |    |    |    |                                                                 |

### Albumy koncertowe
| Chase This Light Tour 2008   | - Data: 2008 - Wydawca: Interscope Records                      | —   |
| Clarity Live                 | - Data: 7 kwietnia 2009 - Wydawca: wydanie własne               | —   |
| iTunes Festival: London 2011 | - Data: 18 lipca 2011 - Wydawca: Turkey on Rye Music            | —   |
| ITunes Session (EP)          | - Data: 22 lipca 2013 - Wydawca: Exotic Location Recordings     | 156 |
| iTunes Festival: London 2013 | - Data: 11 listopada 2013 - Wydawca: Exotic Location Recordings | —   |
| "—" album nie był notowany.  |                                                                 |     |

### Kompilacje
| Tytuł   | Dane dot. albumu                                        |
| ------- | ------------------------------------------------------- |
| Singles | - Data: 8 sierpnia 2000 - Wydawca: Big Wheel Recreation |

### EP
| Tytuł                   | Dane dot. albumu                                          |
| ----------------------- | --------------------------------------------------------- |
| One, Two, Three, Four   | - Data: 1994 - Wydawca: Wooden Blue Records               |
| Jimmy Eat World         | - Data: 14 grudnia 1998 - Wydawca: Fueled by Ramen        |
| Good to Go              | - Data: 12 marca 2002 - Wydawca: Universal Music          |
| Firestarter EP          | - Data: 3 sierpnia 2004 - Wydawca: Interscope Reords      |
| Christmas EP            | - Data: 7 grudnia 2004 - Wydawca: Geffen Records          |
| Stay on My Side Tonight | - Data: 4 października 2005 - Wydawca: Interscope Records |

### Single
| "Rockstar"                            | 1996 | —  | —  | —  | —  | —  | Static Prevails |
| "Lucky Denver Mint"                   | 1999 | —  | —  | —  | —  | —  | Clarity         |
| "Bleed American" ("Salt Sweat Sugar") | 2001 | —  | —  | 18 | 60 | —  | Bleed American  |
| "The Middle"                          | 2002 | 5  | 39 | 1  | 26 | 49 | Bleed American  |
| "Sweetness"                           | 2002 | 75 | —  | 2  | 38 | —  | Bleed American  |
| "A Praise Chorus"                     | 2003 | —  | —  | 16 | —  | —  | Bleed American  |
| "Pain"                                | 2004 | 93 | —  | 1  | 32 | —  | Futures         |
| "Work"                                | 2005 | —  | —  | 3  | 49 | —  | Futures         |
| "Futures"                             | 2005 | —  | —  | 27 | 36 | —  | Futures         |
| "—" singel nie był notowany.          |      |    |    |    |    |    |                 |

## Piosenki zespołu w mediach
Poniższe piosenki Jimmy Eat World pojawiły się w mediach (jak gry, filmy i show telewizyjne).
- "Lucky Denver Mint" – Ten pierwszy raz
- "Bleed American" – Wieczny student, Guitar Hero 5
- "The Middle" – Nowy, Jak poznałem waszą matkę, Kwaśne pomarańcze, Co za życie, Męska rzecz, American Pie: Wakacje, NCAA March Madness 2005 (wersja zespołu), Zoom: Akademia superbohaterów, Uczeń czarnoksiężnika, Rock Band: Unplugged, Guitar Hero World Tour
- "Sweetness" – NHL 2003
- "Hear You Me" – Brygada ratunkowa, Afera poniżej zera, Efekt motyla (film), Historia Kopciuszka, Pogoda na miłość
- "The Authority Song" – Wieczny student, Hot Chick, American Pie: Wakacje
- "My Sundown" – Agentka o stu twarzach, Roswell: W kręgu tajemnic
- "Just Tonight..." – Burnout 3: Takedown
- "Nothingwrong" – Gran Turismo 4
- "Pain" – Tony Hawk's Underground 2, Midnight Club 3, Karaoke Revolution Party, Tajemnice Smallville, Ostry dyżur
- "23" – Pogoda na miłość, The Hills
- "Kill" – Pogoda na miłość
- "Work" – Pogoda na miłość
- "Seventeen" – Ten pierwszy raz
- "Disintegration" – Pogoda na miłość
- "Over" – Pogoda na miłość
- "Polaris" – Pogoda na miłość
- "Firestarter" – Tajemnice Smallville
- "Last Christmas" – Życie na fali
- "Futures" – First Descent
- "Splash Turn Twist" – Polowanie na druhny
- "Electable (Give It Up)" – Burnout Paradise